# Union Helsinki
L'Union Helsinki käsipallon è una squadra di pallamano maschile finlandese con sede a Helsinki.

## Palmarès

### Titoli nazionali
- Campionato finlandese di pallamano maschile: 9
  - 1945-46, 1949-50, 1952-53, 1954-55, 1956-57, 1957-58, 1958-59, 1959-60, 1963-64.